# Соста
Соста — посёлок в Ики-Бурульском районе Калмыкии, в составе Светловского сельского муниципального образования.

## География
Посёлок расположен на открытой равнине к северу от реки Восточный Маныч примерно в 26 км к югу от посёлка Светлый.

## Этимология
Название посёлка, скорее всего, производно от названия Состинских озёр - группы озёр, расположенных на крайнем юго-востоке Ики-Бурулського и юго-западе Черноземельского районов Калмыкии.

## История
Дата основания не установлена. На топографической карте 1985 года населённый пункт не отмечен, на его месте обозначено зимовье (животноводческая стоянка). Как населённый пункт посёлок Соста обозначен на  карте 1989 года.

## Население
| 2002 | 2010 | 2012 |
| ---- | ---- | ---- |
| 70   | ↗77  | ↘51  |

Национальный состав
Согласно результатам переписи 2002 года большинство населения посёлка составляли даргинцы (86 %)